# Ведерников, Александр Александрович (хоккеист)
Александр Александрович Ведерников (род. 19 апреля 1984, Кемерово) — российский хоккеист, нападающий, тренер.

## Биография
Отец Александр Витальевич Ведерников (11 февраля 1946 — 22 августа 2009) выступал в низших лигах первенства СССР за команды «Локомотив» Новокузнецк (1963/64 — 1965/66), «Строитель» Кемерово (1966/67 — 1969/70), «Алюминщик» Новокузнецк (1970/71), «Темп» Юрга (1972/73). Работал тренером в Новокузнецке.
Александр Ведерников воспитанник новокузнецкой школы хоккея, тренировался у отца. В сезонах 2001/20 — 2006/07 играл за «Металлург-2» Новокузнецк в первой лиге. В сезонах 2005/06 — 2006/07 провёл 40 матчей за «Металлург» в РХЛ. В сезонах 2007/08 — 2008/09 выступал в первой лиге за «Вымпел» Междуреченск.
Тренер команды 2004 г.р. в СШОР «Металлург» (2009—2019). Под его руководством команда выигрывала золотые, серебряные, бронзовые медали Первенства России региона Сибирь — Дальний Восток. Тренер сборной Сибирского федерального округа на международных спортивных играх «Дети Азии» (2019), которая завоевала серебряные медали.
С 26 августа по 22 декабря 2019 года — главный тренер команды МХЛ «Кузнецкие медведи», следующие полтора сезона — тренер в команде.
С 2021 год — тренер в академии петербургского СКА — «СКА Стрельна» (2021—2023), «Армия СКА» (с 2023).